# JS16
JS16, pseudonimo di Jaakko Salovaara (Turku, 13 gennaio 1975), è un musicista, disc jockey e produttore discografico finlandese.
È conosciuto soprattutto per il suo lavoro con il gruppo hip hop finlandese Bomfunk MC's, che produsse la loro canzone di maggior successo Freestyler, e per il suo lavoro con il DJ e produttore finlandese Darude, oltre ad altre produzioni da solista e remix. Ha pubblicato il suo album di debutto in studio, Stomping System nel 1998. Attualmente fa parte del duo di DJ Dallas Superstars con Heikki L, e possiede l'etichetta discografica 16 Inch Records.

## Carriera
La sua carriera musicale iniziò nel 1991, con la pubblicazione del singolo Hypnosynthesis, all'età di 16 anni (da qui il numero 16 nel suo pseudonimo). Con la pubblicazione dell'album dance Stomping System nel 1998 e successi come Stomp to My Beat e Love Supreme, divenne noto in Finlandia. Inoltre, il singolo "Stomping System" ha raggiunto anche la 76 nella UK Club Chart.
JS16 ha guadagnato fama anche come produttore del gruppo elettro-hop finlandese Bomfunk MC's, con tre album e la hit europea Freestyler (2000). Ha anche prodotto  Sandstorm e Feel the Beat insieme al DJ finlandese Darude.
Nel 2002 ha prodotto il JS16 Remix e il JS16 Dub del singolo di successo di Britney Spears Overprotected. Il suo remix è stato anche incluso nella colonna sonora del film Crossroads - Le strade della vita.
Attualmente, JS16 sta producendo per il gruppo MUSICA finlandese Mighty 44. Inoltre, è membro del gruppo Dallas Superstars, insieme al suo connazionale Heikki L. Il loro album di debutto è stato Flash del 2003, con successi come I Feel Love e Fast Driving nell'estate del 2004.

## Discografia

### Album
- 1998 – Stomping System

### Raccolte
- 2000 – InTheMix
- 2001 – Trancemania